# Evangelische Kirche (Altenwald)

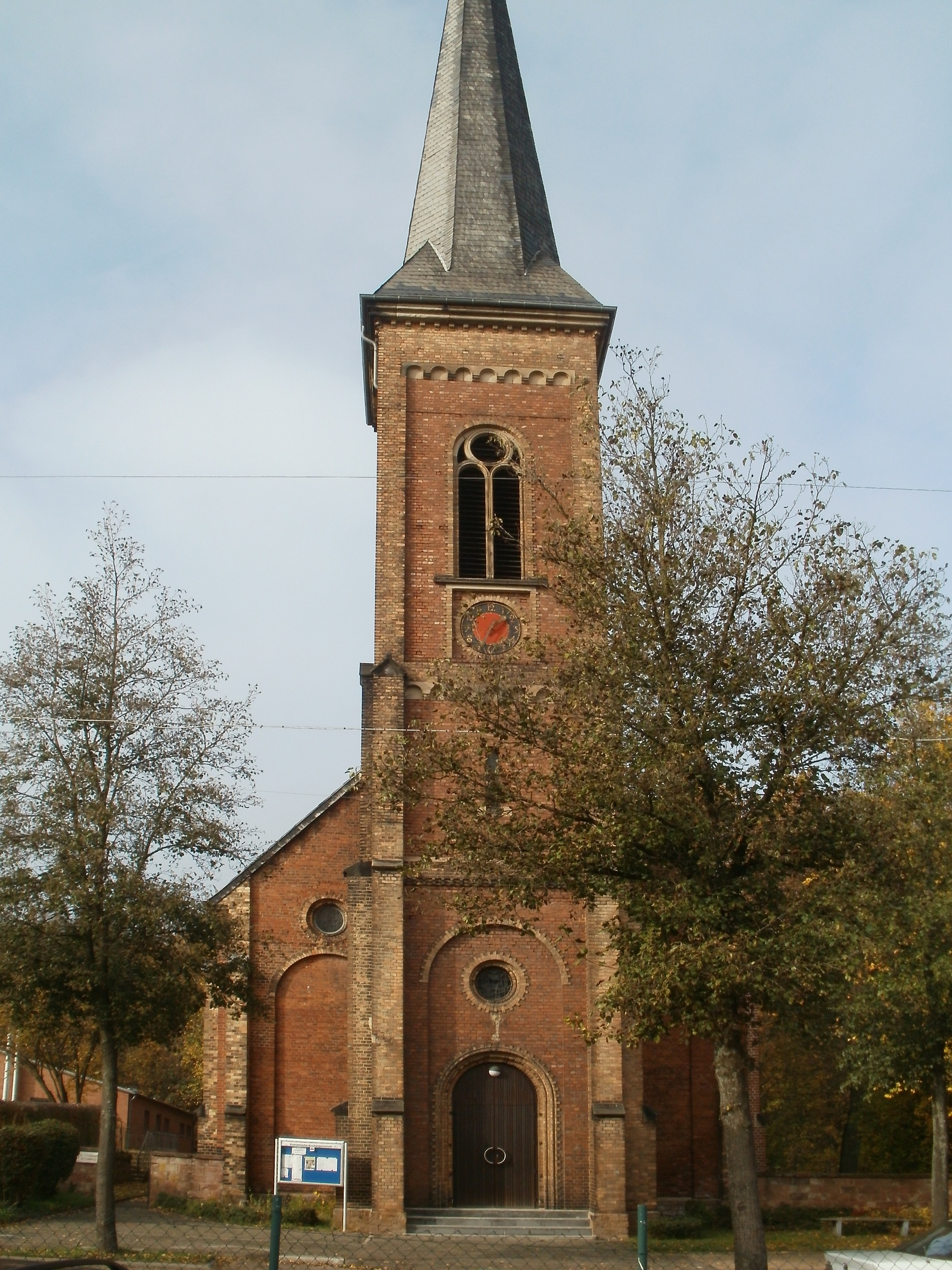
Die Evangelische Kirche in Altenwald

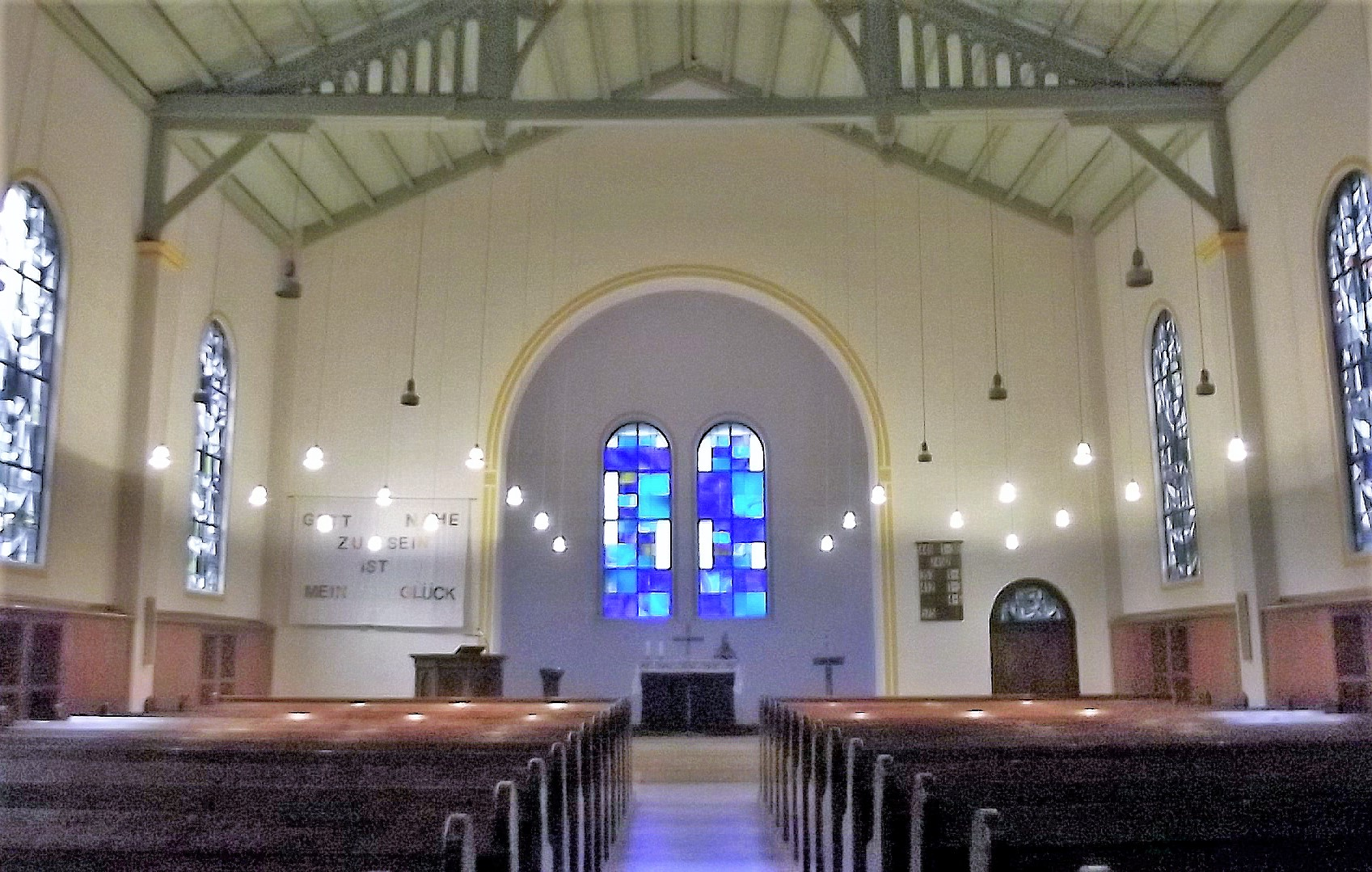
Blick ins Innere der Kirche

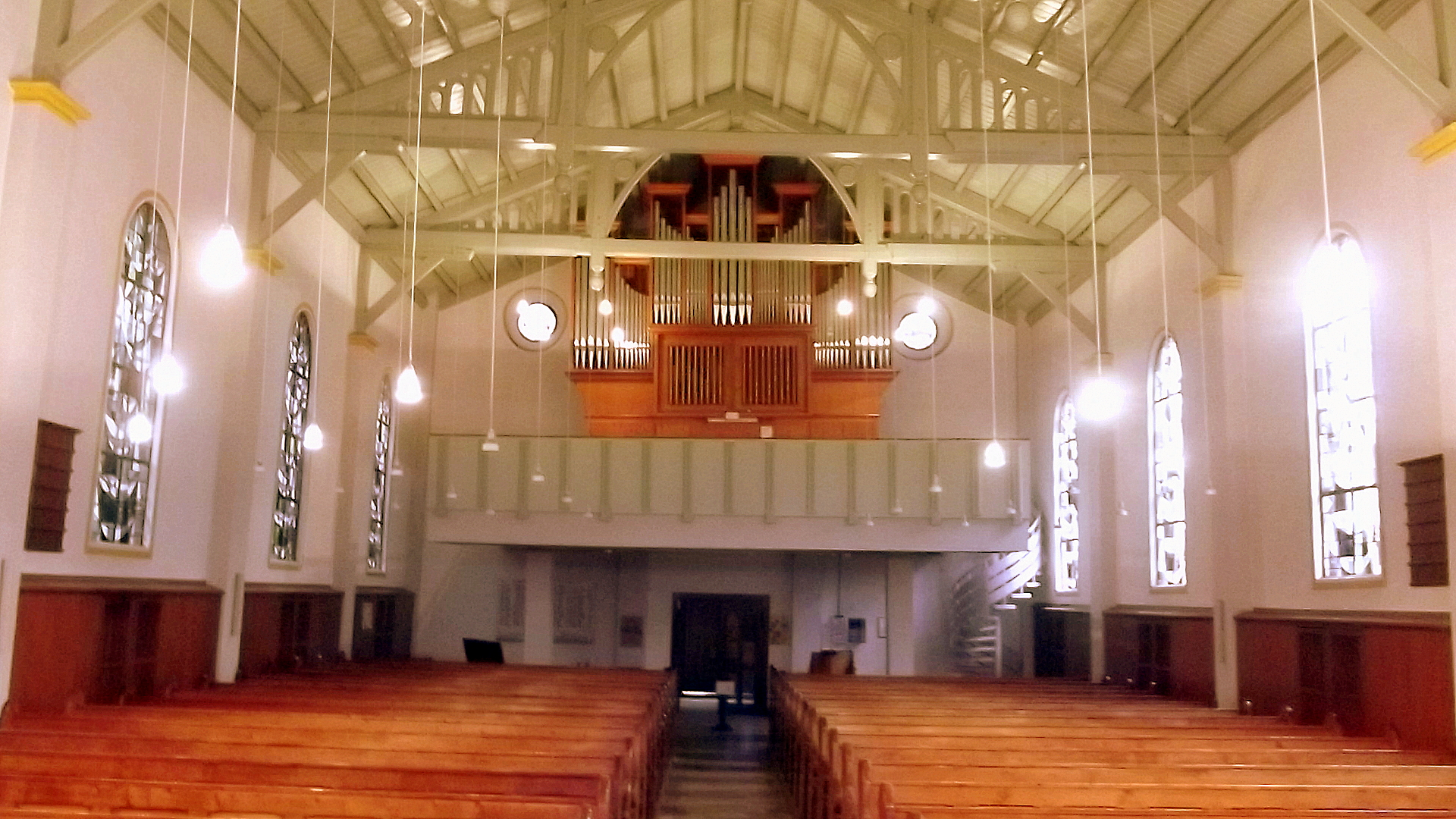
Blick vom Altarraum zur Orgelempore

Die Evangelische Kirche Altenwald ist die Pfarrkirche der Evangelischen Kirchengemeinde Altenwald-Neuweiler im saarländischen Altenwald, einem Stadtteil von Sulzbach, Regionalverband Saarbrücken. Die Kirchengemeinde gehört zum Kirchenkreis Saar-Ost der Evangelischen Kirche im Rheinland. In der Denkmalliste des Saarlandes ist die Kirche als Einzeldenkmal aufgeführt.

## Geschichte
Das Bevölkerungswachstum gegen Ende des 19. Jahrhunderts führte dazu, dass es in der Evangelischen Kirche in Sulzbach, in die auch die Protestanten aus Altenwald und Hühnerfeld zum Gottesdienst gingen, zu Platzmangel kam. Daher kam in Altenwald und Hühnerfeld der Wunsch nach einer eigenen Kirche und Pfarrstelle auf. Als genügend Mittel zur Verfügung standen, kam es in den Jahren 1891 bis 1893 in Altenwald zum Bau eines Betsaales nach Plänen des Architekten Doffen, dessen Einweihung am 10. Dezember 1893 erfolgte. Am 1. April 1894 wurde die evangelische Kirchengemeinde Altenwald gegründet, die auch für Hühnerfeld zuständig war.
Im Jahr 1894 wurde der Betsaal um einen Choranbau erweitert. Von 1896 bis 1897 wurde ein Kirchturm angebaut, der sich in der Folgezeit aufgrund von Bergschäden neigte und den Namen „Schiefer Turm von Altenwald“ erhielt.
1961 kam es unter der Leitung des Architekten Sattler zu einer Restaurierung der Kirche, der 1987/88 eine weitere Restaurierung unter der Leitung der Architekten Krüger & Rüger (Saarbrücken) folgte.

## Architektur und Ausstattung
Das Kirchengebäude wurde im neoromanischen Stil in Ziegelbauweise errichtet. Es gliedert sich in Turm, Kirchenschiff und Chor. 
Zur Ausstattung der Kirche gehören u. a. vier Fenster im Altarraum, die der Maler Günther Swiderski (Saarbrücken) im Jahr 1988 entwarf, sowie ein Altarkreuz von 1988 des Bildhauers Harry Leid (Heusweiler).
Die Orgel wurde am Reformationstag 1987 in Dienst gestellt.